# Jacques Borelius

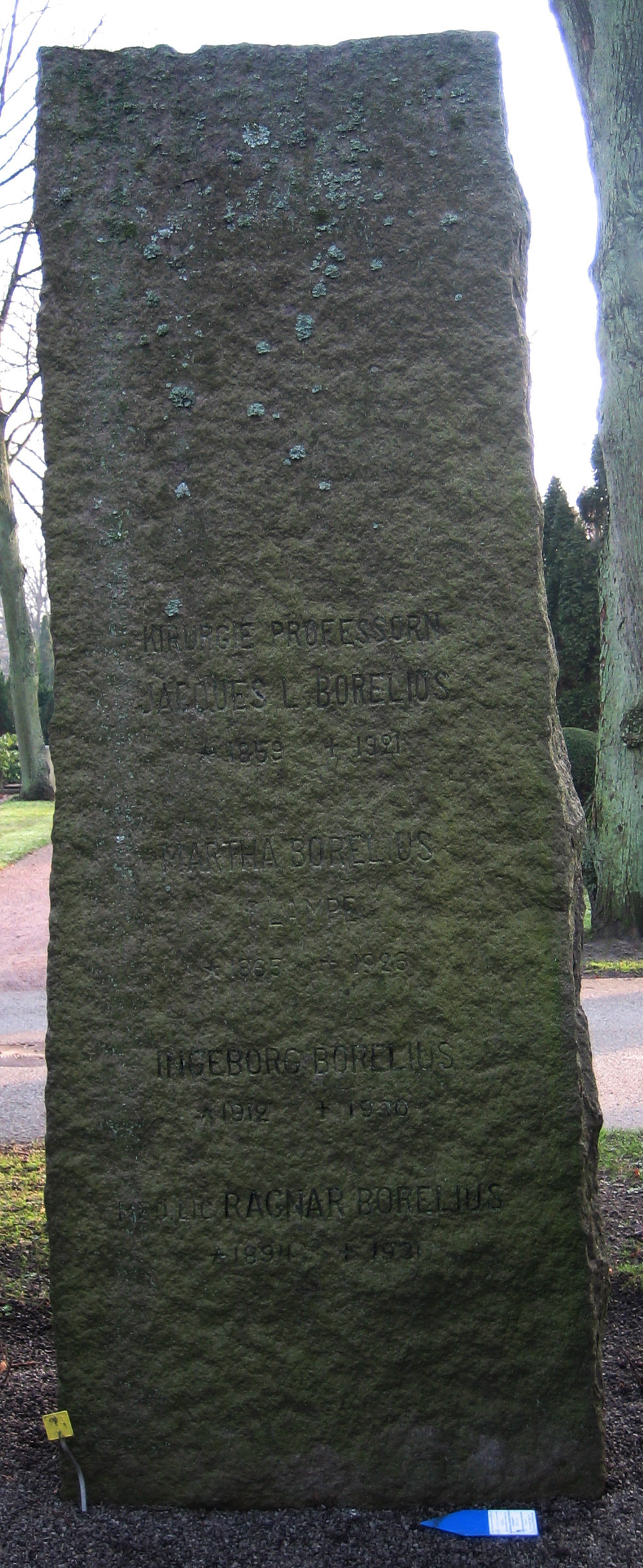
Jacques Borelius gravsten på Norra kyrkogården i Lund. I graven finns även makan och två av barnen.

Jakob Ludvig (Jacques) Borelius, född den 11 mars 1859 i Ramnäs socken, Västmanlands län, död den 15 mars 1921 i Lund, var en svensk läkare. Han var son till kyrkoherde Carl Jacob Borelius, vilken i sin tur var kusin till filosofiprofessorn Johan Jacob Borelius.

## Biografi
Borelius blev student vid Uppsala universitet 1877, medicine licentiat där 1887 och medicine doktor i Lund 1890. Han var 1887–1891 andre läkare på kirurgiska avdelningen vid Sahlgrenska sjukhuset i Göteborg, 1890–1891 därjämte docent i kirurgi vid Lunds universitet, blev 1891 lasarettsläkare i Karlskrona och utnämndes 1899 till professor i kirurgi vid Lunds universitet. 
Borelius satt i stadsfullmäktige i Lund från 1905 samt var ledamot i Blekinge läns landsting (1892-1899) och Malmöhus läns landsting (1906-1920).
År 1901 blev han ledamot av Fysiografiska sällskapet i Lund, 1914 av Kungliga Vetenskaps- och Vitterhetssamhället i Göteborg.
Borelius var gift med Martha Borelius, född Lampe (1865-1928). Borelius ligger begravd på Norra kyrkogården i Lund.